# Partido Alianza
El Partido Alianza es un partido político de Panamá, reconocido como tal por el Tribunal Electoral el 2 de marzo de 2018.Según sus estatutos se considera como nacionalista liberal,busca la igualdad de género y la defensa del estado laico.Es liderado por José Muñoz Molina y tiene una membresía de 25.819 personas.

## Historia
El colectivo fue fundado por José Muñoz Molina, quien se separó del partido Cambio Democrático (CD) en julio de 2017 y comenzó a inscribir adherentes.
Inicialmente, el partido buscó tener su propia oferta electoral y realizó sus primarias presidenciales el 7 de octubre de 2018, teniendo como ganador a José Domingo Arias, excandidato presidencial del CD durante el 2014.
Posteriormente Arias renunció como candidato presidencial el 26 de diciembre de 2018, lo cual derivó en un acercamiento con el CD, y se conformó una alianza entre ambos partidos, para participar en las elecciones generales de 2019, teniendo a Rómulo Roux como el candidato presidencial de la coalición "Un cambio para despertar" el cual terminó en segundo lugar, superado por Laurentino Cortizo del PRD.
En estos comicios del 2019, Héctor Abdiel Valderrama fue electo como diputado del Parlamento Centroamericano y es el único representante de este partido ante este organismo.
En septiembre de 2023, se unieron junto al partido Realizando Metas conformando así la "Alianza para Salvar a Panamá" que tiene como candidato presidencial a Jose Raul Mulino para las elecciones generales de Panamá de 2024, candidato que ganaría la elección con 34%. Los votos que Alianza aportó a la candidatura de Mulino, le fueron suficientes para elegir un diputado al Parlamento Centroamericano.